# Алтарь Сан-Франческо-аль-Монте
«Алтарь Сан-Франческо-аль-Монте» (итал. Pala di San Francesco al Monte) — картина маслом на панеле итальянского живописца Лоренцо Лотто (1480—1556), представителя венецианской школы. Датирована 1526 годом. Хранится в коллекции художественной галереи Палаццо Пьянетти в Ези (регион Марке, Италия).

## История
Документы, датируемые 1525—1527 годами, предполагают, что работа была написана Лотто в Венеции, когда он вернулся в свой родной город и подвергся остракизму со стороны «официальной» культуры, связанной со стилем Тициана и его последователей. Поэтому мастер смог принять целый ряд заказов из провинции, поступивших из областей, где он уже работал, в первую очередь из Бергамо и Марке. Алтарная картина, состоящая из двух частей (центральный алтарь 155 x 160 см, люнет 85 x 160 см), предназначалась для церкви Минори Риформати, францисканской церкви в Ези, а после её деконсекрации в 1866 году работа была передана в музей.

## Описание
По сравнению с алтарными образами, написанными Лотто для Бергамо, созданными несколькими годами ранее, в этой работе Лотто создал более интимную атмосферу. Алтарный образ Мадонны с младенцем расположен между святыми Иосифом и Иеронимом в классическом здании, едва различимом за зелёной занавеской, отодвинутой в сторону за троном Марии, выполненным в стиле XV века (с раковиной в тимпане). Слева видны небо и розарий, окружённый высоким парапетом: роза, лепестки которой также разбросаны по земле, была традиционным атрибутом Марии и находилась в центре различных религиозных практик, таких как разбрасывание лепестков во время процессий и других торжеств.
Мария, в беспокойно асимметричной позе, одета в парящее синее платье с очень интенсивным и динамично рябящим цветом и опирается левой ногой о деревянный табурет. Она держит Младенца, который наклоняется к Иосифу в интенсивно жёлтом платье, узнаваемому по палке и другим атрибутам их будущего Бегства в Египет (мешок, бочка и т. д.). Иосиф опирается на основание трона. Справа выделяется алая епископская мантия Святого Иеронима, поглощённого чтением, которая завершает своего рода «тетрахромию» основных цветов главной картины.
В люнете, в контрастном положении, видны Святые Франциск и Клара Ассизская, покровители ордена Миноров, заказавших алтарь. Франциск повернут спиной к небу и протягивает руки, чтобы получить стигматы от божественного видения, которое проявляется как яркая слеза в облаках. Напротив него Клара держит дароносицу с освящённой гостией и находится на фоне розовой занавеси.